# Alberto João Jardim
Alberto João Cardoso Gonçalves Jardim (prononciation [aɫbɛɾtu ʒuɐũ ʒɐɾdĩ]), né le 4 février 1943 à Santa Luzia, à Funchal, est un avocat et homme politique portugais. Il est président du gouvernement régional de Madère de 1978 à 2015.

## Biographie
Diplômé en droit de l'université de Coimbra, avocat et journaliste, Alberto Jardim se lance en politique après la révolution des Œillets en 1974. Un mois plus tard, il participe à la fondation du Parti social-démocrate au côté notamment de Francisco Sá Carneiro et Francisco Pinto Balsemão.
En 1978, il est élu pour la première fois président du gouvernement autonome de Madère. Reconduit à neuf autres reprises, il ne se représente pas aux élections régionales de mars 2015. Le 20 avril suivant, il quitte la présidence du gouvernement régional qu'il occupait depuis 37 ans. Miguel Albuquerque lui succède.
Sous son autorité Madère connait un fort élan de l’activité touristique, soutenue par une politique de développement du réseau routier et des infrastructures partout sur l'ile. Ses détracteurs lui reprochent cependant ses pratiques clientélistes et autoritaires.

## Décorations
Il est grand-croix de l'ordre de l'Infant Dom Henrique et de l'ordre vénézuélien du Libérateur.